# Liste der Kulturgüter in Zernez
Die Liste der Kulturgüter in Zernez enthält alle Objekte in der Gemeinde Zernez im Kanton Graubünden, die gemäss der Haager Konvention zum Schutz von Kulturgut bei bewaffneten Konflikten, dem Bundesgesetz vom 20. Juni 2014 über den Schutz der Kulturgüter bei bewaffneten Konflikten sowie der Verordnung vom 29. Oktober 2014 über den Schutz der Kulturgüter bei bewaffneten Konflikten unter Schutz stehen.
Objekte der Kategorien A und B sind vollständig in der Liste enthalten, Objekte der Kategorie C fehlen zurzeit (Stand: 1. Januar 2023).

## Kulturgüter
| Foto |                                                                                   | Objekt | Kat. | Typ | Standort                                | Beschreibung |
| ---- | --------------------------------------------------------------------------------- | --- | ---- | --- | --------------------------------------- | ------------ |
| ja   | Datei hochladen · Wikidata zu Gonda (Lavin) (Q1536970)                            | Gonda, mittelalterliche Wüstung / Gonda, desertificaziun dal temp medieval KGS-Nr.: 03067                                           | A    | F   | Lavin 805211 / 183749                   |              |
| ja   | Datei hochladen · Wikidata zu Fortezza Rohan (Q1438954)                           | Fortezza Rohan, neuzeitliche Schanzen / Fortezza Rohan, rempar dal temp modern KGS-Nr.: 03332                                       | A    | F   | Susch, Uorch 802050 / 180864            |              |
| ja   | Datei hochladen · Wikidata zu Reformierte Kirche Zernez (Q2137138)                | Reformierte Kirche / Baselgia refurmada KGS-Nr.: 03422                                                                              | A    | G   | Viel dal Gallas 803230 / 175680         |              |
| ja   | Datei hochladen · Wikidata zu Schloss Wildenberg (Q2244176)                       | Schloss Wildenberg / Chastè da Wildenberg KGS-Nr.: 03423                                                                            | A    | G   | Runtasch 124 803220 / 175502            |              |
| ja   | Datei hochladen · Wikidata zu Fuorcha (Q973448)                                   | Fuorcha, neuzeitliche Richtstätte und Galgen / Fuorcha, plazza da dretgira e furtga dal temp modern KGS-Nr.: 03427                  | A    | F   | La Fuorcha 801940 / 178520              |              |
| ja   | Datei hochladen · Wikidata zu Palazzo Bezzola (Q29521698)                         | Palazzo Bezzola KGS-Nr.: 09128 | A    | G   | Plaz 88 803100 / 175591                 |              |
| ja   | Datei hochladen · Wikidata zu Reformierte Kirche Lavin (Q2136940)                 | Reformierte Kirche mit Fresken / Baselgia refurmada cun frescas KGS-Nr.: 03064                                                      | B    | G   | Lavin, Baselgias 804250 / 183370        |              |
| ja   | Datei hochladen · Wikidata zu Haus Paravicini (Q29785263)                         | Haus Paravicini / Chasa Paravicini KGS-Nr.: 03065                                                                                   | B    | G   | Lavin, Laret 2 803980 / 183037          |              |
| ja   | Datei hochladen · Wikidata zu Reformierte Kirche Susch (Q2137086)                 | Reformierte Kirche / Baselgia refurmeda KGS-Nr.: 03330                                                                              | B    | G   | Susch, Surpunt 801920 / 181135          |              |
| ja   | Datei hochladen · Wikidata zu Turm la Praschun (Q1692871)                         | Gefängnisturm / Tuor da praschun KGS-Nr.: 03333                                                                                     | B    | G   | Susch 802036 / 181307                   |              |
| ja   | Datei hochladen · Wikidata zu Tuor Planta (Q2460221)                              | Planta-Turm / Tuor Planta KGS-Nr.: 03334                                                                                            | B    | G   | Susch, Surpunt 82 801925 / 181170       |              |
| BW   | Datei hochladen · Wikidata zu Muotta da Clüs, prähistorische Siedlung (Q29785266) | Muotta da Clüs, eisenzeitlich-mittelalterliche Siedlung / Muotta da Clüs, culegna dal temp da fier e dal temp modern KGS-Nr.: 03424 | B    | G   | 802140 / 177720                         |              |
| ja   | Datei hochladen · Wikidata zu Reformierte Kirche San Bastian (Q2137029)           | Kapelle San Bastian / Chaplutta San Bastian KGS-Nr.: 03425                                                                          | B    | G   | Viel 803240 / 175630                    |              |
| ja   | Datei hochladen · Wikidata zu Moorenturm (Q29785265)                              | Moorenturm / Tuors dals Moors KGS-Nr.: 03428                                                                                        | B    | G   | Urtatsch 147 803274 / 175290            |              |
| ja   | Datei hochladen · Wikidata zu Bahnhof Zernez (Q10640057)                          | Bahnhof / Staziun KGS-Nr.: 03429 | B    | G   | Plazza da la Staziun 44 802758 / 175276 |              |